# Korisliiga sesto uomo
La Korisliiga sesto uomo è il premio conferito dalla Korisliiga al miglior giocatore che, partendo dalla panchina (da cui "sesto uomo") è riuscito a dare un maggiore contributo alla squadra.

## Vincitori
| Stagione  | Nazionalità | Giocatore              | Squadra            |
| --------- | ----------- | ---------------------- | ------------------ |
| 1991-1992 | Finlandia   | Mika-Matti Tahvanainen | Pantterit          |
| 1992-1993 | Finlandia   | Jyri Lehtonen          | HoNsU              |
| 1993-1994 | Finlandia   | Kari Hautala           | ToPo Helsinki      |
| 1994-1995 | Finlandia   | Keijo Alen             | Namika Lahti       |
| 1995-1996 | Finlandia   | Jari Raitanen          | Espoon Honka       |
| 1996-1997 | Finlandia   | Mika Luukkanen         | ToPo Helsinki      |
| 1997-1998 | Finlandia   | Kari Hautala           | ToPo Helsinki      |
| 1998-1999 | Finlandia   | Jukka Hemdahl          | Espoon Honka       |
| 1999-2000 | Finlandia   | Petri Jaakkola         | Kouvot Kouvola     |
| 2000-2001 | Finlandia   | Pasi Kauha             | UU-Korihait        |
| 2001-2002 | Finlandia   | Antti Rantamäki        | Namika Lahti       |
| 2002-2003 | Finlandia   | Ville Olki             | Vantaan Pussihukat |
| 2003-2004 | Finlandia   | Sami Pekkola           | Namika Lahti       |
| 2004-2005 | Finlandia   | Ville-Pertti Lind      | Porvoon Tarmo      |
| 2005-2006 | Finlandia   | Teemu Laine            | Namika Lahti       |
| 2006-2007 | Finlandia   | Vesa Mäkäläinen        | Namika Lahti       |
| 2007-2008 | Finlandia   | Roope Suonio           | Kouvot Kouvola     |
| 2008-2009 | Finlandia   | Roope Suonio (2)       | Kouvot Kouvola     |
| 2009-2010 | Finlandia   | Juho Nenonen           | Joensuun Kataja    |
| 2010-2011 | Finlandia   | Mikko Jalonen          | UU-Korihait        |
| 2011-2012 | Finlandia   | Carl Lindbom           | ToPo Helsinki      |
| 2012-2013 | Finlandia   | Petri Virtanen         | Joensuun Kataja    |
| 2013-2014 | Finlandia   | Ville Mäkäläinen       | Bisons Loimaa      |
| 2014-2015 | Finlandia   | Petri Virtanen (2)     | Joensuun Kataja    |
| 2015-2016 | Finlandia   | Alexander Madsen       | Kouvot Kouvola     |
| 2016-2017 | Finlandia   | Gerald Lee             | Helsinki Seagulls  |